# اکتااتیلن گلیکول مونودودسیل اتر
اکتااتیلن گلیکول مونودودسیل اتر (به انگلیسی: Octaethylene glycol monododecyl ether) با فرمول شیمیایی C۲۸H۵۸O۹ یک ترکیب شیمیایی با شناسه پاب‌کم ۱۲۳۹۲۱ است. که جرم مولی آن ۵۳۸٫۷۵۴۷۲ g/mol می‌باشد. 